# Viettel FC
Der Viettel Football Club (vietnamesisch Câu lạc bộ Bóng đá Viettel), ehemals Thể Công (vietnamesisch Đội bóng đá Thể Công) ist ein vietnamesischer Fußballverein aus Hà Nội. Der Verein ist der Rekordmeister des Landes. Aktuell spielt der Verein in der höchsten Liga, der V.League 1.

## Vereinsgeschichte
Gegründet wurde der Verein bereits 1954 als Armeesportverein Câu lạc bộ Quân đội. 1990 wurde der Verein in Thể Công umbenannt. Teile des Vereinsmanagements arbeiteten auch für die Firma Viettel, einer Telekommunikationsfirma aus Vietnam. Man entschloss sich daher 2004, den Verein zu sponsern und in Viettel Thể Công umzubenennen. 2007, kehrte man dann jedoch zum alten Vereinsnamen, Thể Công, zurück. Mit sechs gewonnenen Meistertiteln ist der Verein Rekordmeister des Landes.

## Stadion

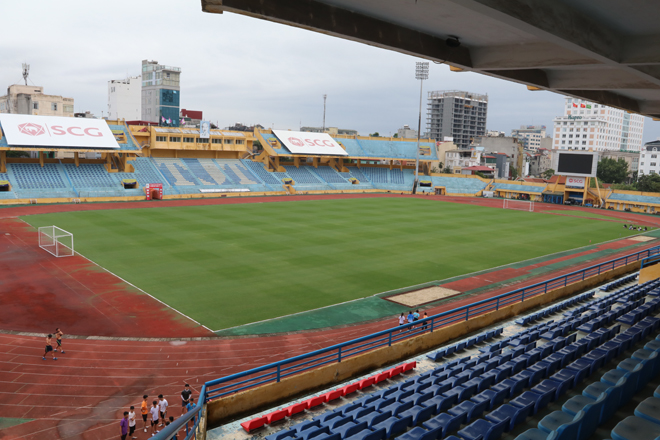
San Hanoi Stadion

Seine Heimspiele trägt der Verein im Hàng-Đẫy-Stadion (vietnamesisch Sân vận động Hàng Đẫy) in Hanoi aus. Das Stadion hat ein Fassungsvermögen von 22.500 Personen.
Koordinaten: 21° 1′ 47″ N, 105° 49′ 59″ O

## Vereinserfolge

### National
- A1 League Nordvietnam

Meister 1956, 1958, 1968, 1969, 1971, 1972, 1973, 1974, 1975, 1976, 1977, 1978 und 1979
- Vietnamesischer Meister: 1981/82, 1982/83, 1987, 1990, 1998,[1] 2020
- Vietnamesischer Vizemeister: 1989, 1986, 1984

- Vietnamesischer Zweitligameister: 2007, 2018

- Vietnamesischer Pokalfinalist: 1992, 2004, 2009, 2020, 2023

- Vietnamesischer Supercup-Sieger: 1998

## Trainerchronik
Stand: Oktober 2024
| Trainer           | Nation             | von               | bis               |
| ----------------- | ------------------ | ----------------- | ----------------- |
| György Gálhidi    | Ungarn             | 4. August 2007    | 31. Dezember 2008 |
| Melvin Boel       | Niederlande        | 1. Juli 2016      | 31. Juli 2016     |
| Nguyễn Hải Biên   | Vietnam            | 1. Januar 2017    | 30. Januar 2019   |
| Lee Heung-sil     | Vietnam            | 30. Januar 2019   | 12. Juni 2019     |
| Nguyễn Hải Biên   | Vietnam            | 12. Juni 2019     | 12. November 2019 |
| Trương Việt Hoàng | Vietnam            | 12. November 2019 |                   |
| Hans-Jürgen Gede  | Deutschland        | 24. Juni 2021     | 12. Juli 2021     |
| Bae Ji-won        | Südkorea           | 24. Juni 2022     | 30. Juni 2022     |
| Bae Ji-won        | Südkorea           | 13. Juli 2022     | 30. November 2022 |
| Thach Bao Khanh   | Vietnam            | 15. Dezember 2022 | 15. Dezember 2023 |
| Thomas Dooley     | Vereinigte Staaten | 15. Dezember 2023 | 28. Dezember 2023 |
| Nguyen Duc Thang  | Vietnam            | 8. Januar 2024    | heute             |